# Paddy Lowe
Paddy Lowe (Nairobi, 8 aprile 1962) è un ingegnere britannico, ex-direttore tecnico della Williams F1.

## Carriera
Lowe si è laureato presso la Sidney Sussex College University di Cambridge nel 1984 con una laurea in ingegneria.
Nel 1987 è stato assunto dalla Williams F1 come responsabile dell'Elettronica.
Lowe si trasferì in McLaren nel 1993, quando è stato impiegato come Responsabile della Ricerca e Sviluppo, un reparto in seguito rinominata Vehicle Technology. È stato a capo del dipartimento per otto anni fino al 2001, quando è stato nominato Chief Engineer Sistemi di sviluppo, un ruolo incentrato sul programma di gara per la McLaren MP4-20. Nel maggio 2005 ha assunto il ruolo di Direttore tecnico, che gli ha dato la responsabilità di tutti i dipartimenti di ingegneria. 
Lowe si è spostato in Mercedes GP come direttore esecutivo il 3 giugno 2013. Con lui la Mercedes ha vinto sia il mondiale piloti che costruttori dal 2014 al 2016. Il 10 gennaio 2017 decide di lasciare la Mercedes GP.
Il 16 marzo 2017, dopo numerose voci di corridoio circolate già mesi prima, viene annunciato il suo ritorno alla Williams in qualità di direttore tecnico della squadra e azionista della società.

## Vita privata
Lowe ha due figli da una precedente relazione: Noè e Finty. Attualmente è sposato con Anna Danshina, ex preside della Oxford University Russian Society.